# 머리덮개뼈
머리덮개뼈(calvaria 또는 skullcap)는 뇌머리뼈(neurocranium) 중 이마뼈, 마루뼈, 뒤통수뼈의 윗부분으로 구성된다.
두개골의 윗부분이다. 신경 두개의 상부이며 뇌를 포함하는 두개강을 덮는다. 그것은 두개골 지붕의 주된 부분을 형성한다.
인간의 두개골에서 뼈 사이의 봉합은 출생 후 처음 몇 년 동안 일반적으로 유연한 상태를 유지하며 숫구멍(fontanelle)이 관찰된다. 이러한 봉합사의 조기 완전 골화를 두개골유합증이라고 한다.
라틴어에서 calvaria라는 단어는 복수형 calvariae와 함께 여성 명사로 사용된다. 그러나 많은 의학 문헌에는 이 단어를 calvarium, 복수형 calvaria가 있는 중성 라틴어 명사로 나열한다.